# Relations entre le Bangladesh et le Kazakhstan
Les relations entre le Bangladesh et le Kazakhstan sont les relations bilatérales de la république populaire du Bangladesh et de la république du Kazakhstan. Le président du Bangladesh, Iajuddin Ahmed, a déclaré que les deux pays entretenaient des relations diplomatiques cordiales et s'efforçaient de les renforcer encore. Les deux pays sont membres de l'Organisation de la coopération islamique. Aucun des deux pays n'a d'ambassadeur résident dans l'autre. En 2009, le Kazakhstan a annoncé son intention d'ouvrir un consulat à Dacca.

## Visites d'État
L'ancienne ministre des affaires étrangères du Bangladesh, Dipu Moni, s'est rendue en visite officielle à Nur-Sultan, la capitale du Kazakhstan, en 2012. Elle y a dit apprécier le leadership visionnaire du président du Kazakhstan, Noursoultan Abishuly Nazarbayev, qui a créé la Conférence pour l'interaction et les mesures de confiance en Asie (Conference on Interaction and Confidence-Building Measures in Asia - CICA) il y a vingt ans et fait progresser les activités de l'organisation.

## Coopération économique
Le Bangladesh et le Kazakhstan sont tous deux désireux de développer le commerce bilatéral et ont pris diverses mesures à cet égard. En 2009, l'annonce de l'ouverture d'un consulat du Kazakhstan à Dacca, fait dire à la Première ministre, Sheik Hasina, que cela renforcerait encore plus la relation entre les deux pays. Les produits bangladais, notamment le jute, les articles en jute, le thé, les médicaments et les vêtements, ont été identifiés comme des produits à fort potentiel sur le marché kazakh. En 2008, les deux pays ont formé une commission économique conjointe afin d'accroître les activités économiques entre les deux pays. En 2012, le Bangladesh s'est vu accorder un accès en franchise de droits au marché kazakh. En 2013, une délégation commerciale de haut niveau du Bangladesh, dirigée par l'ancien ministre du commerce Mahbub Ahmed, s'est rendue au Kazakhstan pour explorer les moyens d'accroître les échanges bilatéraux.